# 櫻花盛開
櫻花盛開（日语：カノヤザクラ），是日本純種競賽馬匹。生涯活躍於短途賽事，曾於2008年勝出人馬錦標，亦於2008及2009年連霸夏季短途錦標。

## 出賽前
2004年3月31日出生於北海道門別町（今日高町）濱本牧場，成長途中被馬主神田薰購入。
其後交由栗東訓練中心練馬師橋口弘次郎訓練。

## 競賽生涯

### 2歲
2006年10月1日出戰中京競馬場2歲新馬戰，保持在第三、四的位置穩步推進下於直路爆發速度衝出，最終以拋離對手取勝。
3星期後出戰楓葉賞，繼續維持在先頭位置下於彎道處透出，最終成功壓制後方對手以頸位取得連勝。
11月5日出戰三級賽夢幻錦標，本次比賽未有前置下維持在約莫第十的位置推進，然而嘗試在直路外檔處衝刺時未能進入狀態，最終僅能跑獲第六。
年末以妖精錦標作為目標，比賽初段重拾前行戰術保持在領放馬後方的第二，但於直路上稍為失速下逐步墮後，最終第五的戰績落敗。

### 3歲
2007年3月在獵鷹錦標復出，比賽途中一直守住第四、五左右的位置，在彎道稍為發力下繼續在直路進行衝刺，雖然得以超越領放馬Sakura Zeus，但無法對夜觀北斗造成威脅下以第二落敗。
4月8日出戰櫻花賞，雖然採取先行戰術，但在彎道處經已大幅墮後，最終以第九大敗。
1個月後出戰公開賽葵葉錦標，保持在先行有利位置下，於直路觸怒尋找位置透出。進入直路後，其迅速採取行動展開衝刺，最終戰術對手取得勝利。
其後出戰8月的北九州紀念，比賽初段在約莫第六的位置進發，於通過彎道時稍微發力上前，但在直路上稍為力弱墮退下最終以第五完賽。
進入秋季出戰人馬錦標，本次比賽採用居中戰術，維持於中團第十的遮擋位逐步推進。進入直路後，其抽出外檔位置望空加速，於中段進入狀態下直迫前方賽駒，但最終仍然被前方透出的Sans Adieu拉開5個馬位落敗。
2個月後出戰京阪盃，本次比賽繼續採用居中戰術保持在第十一等待時機，然而於直路上再度未能追上前方賽駒，敗於Sans Adieu及Peer Gynt以第三完賽。
年末降級出戰公開賽尾張錦標，雖然於賽前為第一人氣大熱，但於比賽途中一直處於中後方位置未能衝出，最終僅能跑獲第四的戰績。

### 4歲
2008年年初繼續以公開賽作為目標，雖然於淀短距離錦標中跑獲第五，但隨後在愛知電視公開賽以第十四大敗。
6月15日重返分級賽出戰CBC賞，保持在中團位置下在彎道處開始發力，取得有利位置下開始加速衝刺，最終以全場最快末腳速度殺上，跑獲一直入板的第五。
1個月後前往新潟競馬場出戰1000米直路賽事夏季短途錦標，比賽初段維持在前方的遮擋位置，直至中後段才逐步望空衝刺並取得領先，最終成功壓制後上的大徵兆及Apollo Dolce取得首個分級賽冠軍。
入秋後以人馬錦標作為起動戰，保持在先團有利位置下於彎道處開始取位，逐步透出之下進入優勢局面。進入直路後，其以不俗的反應展開追擊，最終衝出之下超越前方所有對手，亦能再次抵擋大徵兆的攻勢，拉開對手1 1/4馬位達成連勝。
然而其後未能保持優秀的戰績，於短途馬錦標及天鵝錦標中分別以第七及第九落敗。

### 5歲
2009年上半年處於休養狀態下在6月復出出戰CBC賞，但未能順利加速突圍下以第十一大敗。
7月再度出戰夏季短途錦標，維持在外檔先頭位置之下穩步推進，在後段開始加速衝刺下成功拋離後方對手，最終以1 1/2馬位優勢壓贏Apollo Dolce達成連霸。

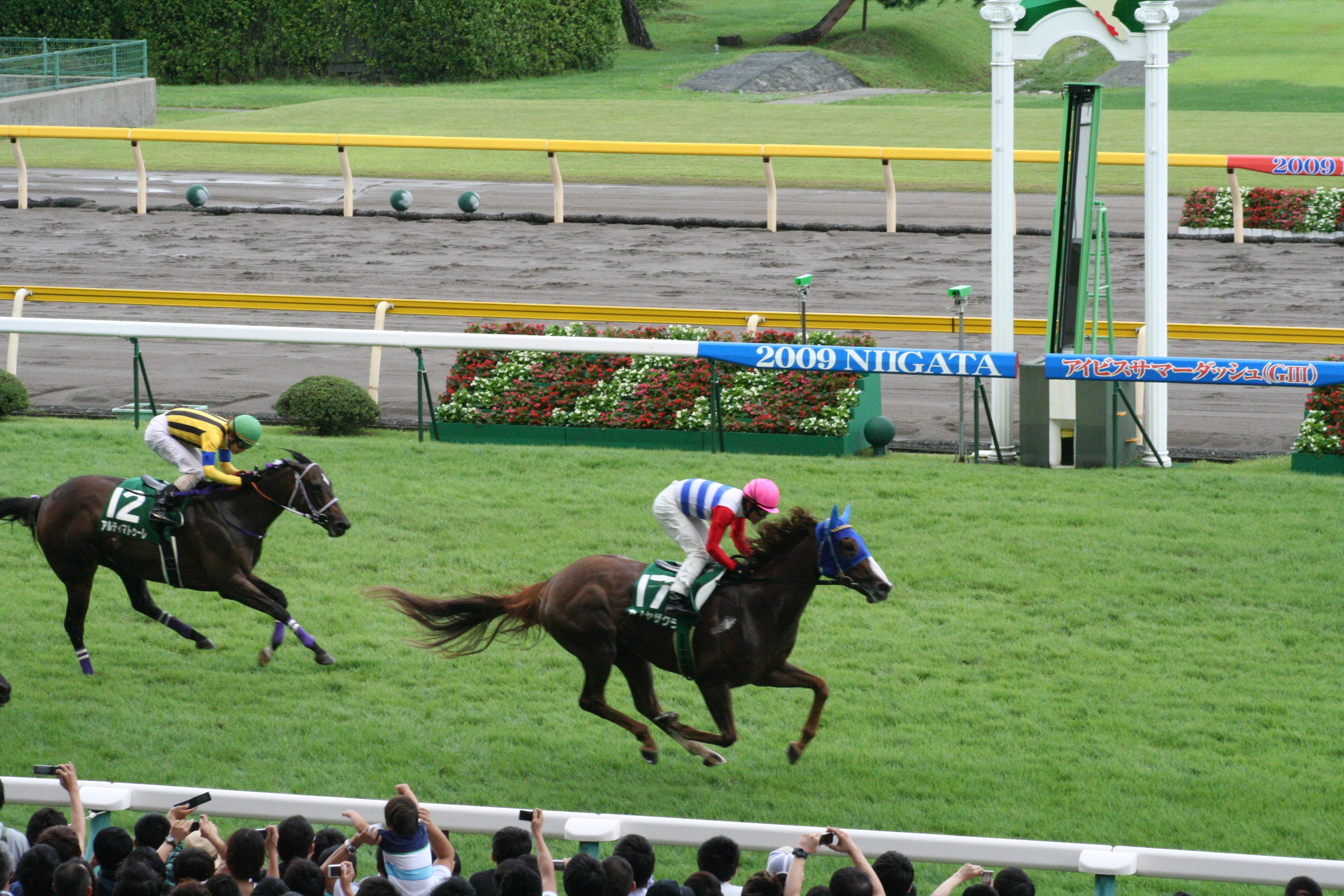
出戰夏季短途錦標的櫻花盛開

8月16日出戰北九州紀念，比賽初段選擇於第六左右的位置進發，但於通過彎道時稍微抽出上前。進入直路後，其繼續在中內欄位置堅守位置，但最終仍然被天使長及Lady Rouge超越，以第三的戰績完賽。
9月再度出戰人馬錦標尋求連霸，但保持在中團位置進發下未能於直路扭轉局面及縮窄和前方對手的距離，最終敗於天涯海角、不眠之夜及Cosmo Bell取得第四。
3星期後隨即進軍短途馬錦標，比賽初段繼續採用居中戰術推進，於途中以緊盯前方賽駒的方式前進。進入直路後，其於中外檔位置逐步加速上前挑戰前方賽駒領先的地位，但最終仍然無法追上桂冠戰士及加登快駒，取得第三的戰績。

### 6歲
2010年首戰即為一級賽高松宮紀念，然而於比賽途中一直處於後方的位置下在直路毫無表現，最終以第十五大敗。
其後增程挑戰阪神牝馬錦標，因距離問題以及上仗的大敗而僅獲第十人氣。比賽開始後，其以穩定的姿態保持在約莫第九的位置，通過彎道時並未有太大動作。進入直路後，其待前方賽駒逐漸失速後開始上前衝刺，最終僅敗於位置相近的I Am Kamino Mago及Provinage，以爆冷的姿態取得第三。
6月以CBC賞作為目標，但採用先行戰術下無法在直路維持穩定的走勢，最終失速下以第十落敗。
7月18日出戰夏季短途錦標劍指三連霸，雖然出閘順利，但其未能在比賽途中維持穩定的狀態，最終以第十落敗。
而其於通過終點後，騎師小牧太因察覺異常而選擇下馬，經過詳細檢查後櫻花盛開被確認為左腳第一腳趾關節脫臼。最終被判斷為預後不良下被施以安樂死，享年6歲。

### 詳細賽績
| 日期       | 舉辦國家 | 馬場 | 距離   | 級別   | 賽事名稱     | 負重 | 騎師     | 馬號 | 出馬 | 名次 | 時間   | 頭馬（二馬）     |
| ---------- | -------- | ---- | ------ | ------ | ------------ | ---- | -------- | ---- | ---- | ---- | ------ | ---------------- |
| 1/10/2006  | 日本     | 中京 | 草1200 |        | 2歲新馬      | 54   | 上村洋行 | 5    | 12   | 1    | 1:10.1 | （Blue Premium） |
| 22/10/2006 | 日本     | 京都 | 草1400 |        | 楓葉賞       | 54   | 安藤勝己 | 10   | 11   | 1    | 1:20.8 | （Zetto Kirk）   |
| 5/11/2006  | 日本     | 京都 | 草1400 | JpnIII | 夢幻錦標     | 54   | 小牧太   | 11   | 14   | 6    | 1:21.4 | 真弓快車         |
| 17/12/2006 | 日本     | 中山 | 草1200 | JpnIII | 妖精錦標     | 54   | 上村洋行 | 7    | 16   | 5    | 1:09.7 | Apollo Tiara     |
| 10/3/2007  | 日本     | 中京 | 草1200 | JpnIII | 獵鷹錦標     | 54   | 上村洋行 | 1    | 16   | 2    | 1:08.3 | 夜觀北斗         |
| 8/4/2007   | 日本     | 阪神 | 草1600 | JpnI   | 櫻花賞       | 55   | 上村洋行 | 12   | 18   | 9    | 1:35.0 | 大和赤驥         |
| 12/5/2007  | 日本     | 京都 | 草1200 | OP     | 葵葉錦標     | 55   | 上村洋行 | 6    | 12   | 1    | 1:22.6 | （Admire Head）  |
| 12/8/2007  | 日本     | 小倉 | 草1200 | JpnIII | 北九州紀念   | 50   | 上村洋行 | 10   | 16   | 5    | 1:08.0 | Kyowa Roaring    |
| 9/9/2007   | 日本     | 阪神 | 草1200 | GII    | 人馬錦標     | 53   | 上村洋行 | 7    | 16   | 2    | 1:07.9 | Sans Adieu       |
| 23/11/2007 | 日本     | 京都 | 草1200 | GIII   | 京阪盃       | 53   | 上村洋行 | 13   | 18   | 3    | 1:08.0 | Sans Adieu       |
| 23/12/2007 | 日本     | 中京 | 草1200 | OP     | 尾張錦標     | 54   | 上村洋行 | 13   | 16   | 4    | 1:09.1 | Tosen the O      |
| 1/19/2008  | 日本     | 京都 | 草1200 | OP     | 淀短距離錦標 | 54   | 上村洋行 | 10   | 15   | 5    | 1:09.4 | 精雕微琢         |
| 24/5/2008  | 日本     | 中京 | 草1200 | OP     | 愛知電視盃   | 55   | 藤岡佑介 | 3    | 16   | 12   | 1:08.2 | 東商勇者         |
| 15/6/2008  | 日本     | 中京 | 草1200 | GIII   | CBC賞        | 54   | 藤岡佑介 | 10   | 18   | 5    | 1:08.4 | 不眠之夜         |
| 20/7/2008  | 日本     | 新潟 | 草1000 | JpnIII | 夏季短途錦標 | 54   | 小牧太   | 18   | 18   | 1    | 0:54.2 | （大徵兆）       |
| 14/9/2008  | 日本     | 阪神 | 草1200 | GII    | 人馬錦標     | 55   | 小牧太   | 4    | 16   | 1    | 1:07.3 | （大徵兆）       |
| 5/10/2008  | 日本     | 中山 | 草1200 | GI     | 短途馬錦標   | 55   | 小牧太   | 7    | 16   | 7    | 1:08.4 | 不眠之夜         |
| 1/11/2008  | 日本     | 京都 | 草1400 | GII    | 天鵝錦標     | 56   | 小牧太   | 4    | 16   | 9    | 1:20.6 | Meiner Rainier   |
| 14/6/2009  | 日本     | 中京 | 草1200 | GIII   | CBC賞        | 55.5 | 武幸四郎 | 4    | 17   | 11   | 1:08.7 | 寶箱             |
| 19/7/2009  | 日本     | 新潟 | 草1000 | GIII   | 夏季短途錦標 | 55   | 小牧太   | 17   | 18   | 1    | 0:56.2 | （Apollo Dolce） |
| 16/8/2009  | 日本     | 小倉 | 草1200 | GIII   | 北九州紀念   | 56   | 小牧太   | 4    | 16   | 3    | 1:07.8 | 天使長           |
| 13/9/2009  | 日本     | 阪神 | 草1200 | GII    | 人馬錦標     | 56   | 小牧太   | 6    | 15   | 4    | 1:08.3 | 天涯海角         |
| 4/10/2009  | 日本     | 中山 | 草1200 | GI     | 短途馬錦標   | 55   | 小牧太   | 12   | 16   | 3    | 1:07.7 | 桂冠戰士         |
| 28/3/2010  | 日本     | 中京 | 草1200 | GI     | 高松宮紀念   | 55   | 小牧太   | 7    | 18   | 15   | 1:09.4 | 拳壇奇蹟         |
| 10/4/2010  | 日本     | 阪神 | 草1400 | GII    | 阪神牝馬錦標 | 55   | 小牧太   | 1    | 18   | 3    | 1:20.6 | I Am Kamino Mago |
| 13/6/2010  | 日本     | 京都 | 草1200 | GIII   | CBC賞        | 56   | 小牧太   | 18   | 18   | 10   | 1:10.2 | 頭條之星         |
| 18/7/2010  | 日本     | 新潟 | 草1000 | GIII   | 夏季短途錦標 | 57   | 小牧太   | 11   | 18   | 10   | 0:54.3 | 瀧本柔情         |

## 血統簡介
父系櫻花進王爲日本賽駒，生涯稱霸短途賽事，於1993及1994年連霸短途馬錦標。祖父Sakura Yutaka O亦爲日本賽駒，生涯戰績優秀，曾於1986年勝出秋季天皇賞。
母系Woodmans Chic為美國馬匹，生涯無出賽記錄。外祖父木人爲美國賽駒，曾勝出分級賽，爲著名種馬淘金者子嗣。

### 血統表
| 父線：Tesco Boy系（Princely Gift系）  |                                |                |                |
| 種馬 櫻花進王 1989年（棗色）          | Sakura Yutaka O 1982年（栗色） | Tesco Boy      | Princely Gift  |
| 種馬 櫻花進王 1989年（棗色）          | Sakura Yutaka O 1982年（栗色） | Tesco Boy      | Suncourt       |
| 種馬 櫻花進王 1989年（棗色）          | Sakura Yutaka O 1982年（栗色） | Angelica       | Never Beat     |
| 種馬 櫻花進王 1989年（棗色）          | Sakura Yutaka O 1982年（栗色） | Angelica       | Star Highness  |
| 種馬 櫻花進王 1989年（棗色）          | Sakura Hogaromo 1984年（棗色） | 北方風味       | 北地舞人       |
| 種馬 櫻花進王 1989年（棗色）          | Sakura Hogaromo 1984年（棗色） | 北方風味       | Lady Victoria  |
| 種馬 櫻花進王 1989年（棗色）          | Sakura Hogaromo 1984年（棗色） | Clear Amber    | Ambiopoise     |
| 種馬 櫻花進王 1989年（棗色）          | Sakura Hogaromo 1984年（棗色） | Clear Amber    | One Clear Call |
| 繁殖雌馬 Woodmans Chic 1994年（棗色） | 木人 1983年（栗色）            | 淘金者         | Raise a Native |
| 繁殖雌馬 Woodmans Chic 1994年（棗色） | 木人 1983年（栗色）            | 淘金者         | Gold Digger    |
| 繁殖雌馬 Woodmans Chic 1994年（棗色） | 木人 1983年（栗色）            | Playmate       | Buckpasser     |
| 繁殖雌馬 Woodmans Chic 1994年（棗色） | 木人 1983年（栗色）            | Playmate       | Intriguing     |
| 繁殖雌馬 Woodmans Chic 1994年（棗色） | Radical Chic 1988年（深棗色）  | 鞍匠井         | 北地舞人       |
| 繁殖雌馬 Woodmans Chic 1994年（棗色） | Radical Chic 1988年（深棗色）  | 鞍匠井         | Fairy Bridge   |
| 繁殖雌馬 Woodmans Chic 1994年（棗色） | Radical Chic 1988年（深棗色）  | Santa Roseanna | Caracol        |
| 繁殖雌馬 Woodmans Chic 1994年（棗色） | Radical Chic 1988年（深棗色）  | Santa Roseanna | Santa Vittoria |
| 雌系：號族：9-h                       |                                |                |                |
| 五代內近親交配：北地舞人 4×4          |                                |                |                |

## 命名由來
名字中，Kanoya（カノヤ）為馬主神田薰冠名，來源不明，Zakura（ザクラ）就是櫻花，繼承自父系櫻花進王之名字，香港則只取後半部分，翻譯為「櫻花盛開」。

## 外部連結
- 櫻花盛開 netkeiba.com （页面存档备份，存于）
- 血統表